# Partido judicial de Lora del Río
El partido judicial de Lora del Río es uno de los 85 partidos judiciales en los que se divide la comunidad autónoma de Andalucía y creado por Real Decreto en 1983, como partido judicial n.º 5 de la provincia de Sevilla, en España.

## Ámbito geográfico

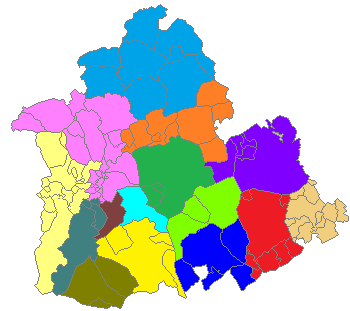
Partidos judiciales de la provincia de Sevilla.

| Partido Judicial | Capital de partido | Municipios que comprende |
| ---------------- | ------------------ | --- |
| 5                | Lora del Río       | Alcolea del Río, Brenes, La Campana, Cantillana, Lora del Río, Peñaflor, Puebla de los Infantes, Tocina, Villanueva del Río y Minas y Villaverde del Río. |